# بتا ساعت
بتا ساعت یک ستاره است که در صورت فلکی ساعت قرار دارد.